# 158-я стрелковая дивизия (2-го формирования)
158-я стрелковая Лиозненско-Витебская дважды Краснознамённая ордена Суворова дивизия — воинское соединение Вооружённых сил СССР в Великой Отечественной войне.

## История
Сформирована 20 января 1942 года, на базе 5-й Московской стрелковой дивизии как 158-я стрелковая дивизия (2-го формирования).

### В действующей армии
Боевой период: 20.1.1942-14.3.1945; 19.4.1945-9.5.1945.
С 12 февраля 1942 года в боях и сражениях по разгрому под Москвой войск немецко-фашистских оккупантов, в составе 22-й армии Калининского фронта, участвует в Торопецко-Холмской наступательной операции.
С февраля 1942 года по март 1943 года при выполнении боевой задачи по освобождению села Холмец (Ржевский выступ) погибла почти вся 158-я стрелковая дивизия, а затем - пришедшая ей на смену 186-я стрелковая дивизия Калининского фронта.
С мая 1942 года дивизия находится в составе 4-й ударной армии, в ноябре 1942 года дивизия переброшена в район западнее города Ржева, где вошла в состав 39-й армии.
2-28 марта 1943 года — участвуя в наступательной операции на Ржевской дуге: с боями прошли 250 километров, освободив при этом 288 населённых пунктов.
С августа 1943 года — в составе 84-го стрелкового корпуса 39-й армии, с 20 октября 1943 года в составе 1-го Прибалтийского фронта.
В августе-сентябре 1943 года — в наступательных боях в общем направлении на посёлок Лиозно, районный центр Витебской области. 8 октября 1943 года Лиозно взят, за что 158-я стрелковая дивизия — приказом Верховного Главнокомандующего от 10 октября 1943 года — была удостоена воинского почётного наименования «Лиозненская».
С февраля по апрель 1944 года в составе Западного фронта. С мая 1944 года действует в составе 84-го стрелкового корпуса 39-й армии 3-го Белорусского фронта.

### В Прибалтике
С 9 июня 1944 года, 158-я стрелковая дивизия, ведёт наступательные бои по освобождению от немецко-фашистских захватчиков территории Литвы. Всего к 4 августа 1944 года соединение прошло с боями 273 км, освободив при этом свыше четырёхсот населённых пунктов Литовской ССР, включая три уездных центра — города Укмерге (24 июля), Кедайняй (2 августа) и Расейняй (9 августа). В результате к середине августа дивизия вплотную приблизилась к границе с Восточной Пруссии.
Указом Президиума Верховного от 7 июля 1944 года за боевые отличия, проявленные при освобождении областного центра Белоруссии города Витебска, соединение было удостоено ордена Красного Знамени (Указ объявлен приказом наркома обороны СССР (№ 0187 от 7 июля 1944 года), а за боевую доблесть, проявленную в боях по освобождению Белоруссии и Литвы, Указом Президиума Верховного Совета СССР от 4 августа 1944 года — орденом Суворова 2-й степени (объявлен приказом замнаркома обороны СССР № 0289 от 30 августа 1944 года).
С сентября-октябре 1944 года в составе 84-го стрелкового корпуса 43-й армии 1-го Прибалтийского фронта передислоцирована из районов Восточной Пруссии в Латвийскую ССР.
Свершив 172 км марш, дивизия заняла исходное положение на левом берегу реки Лиелупе для наступления на город Иецава. 14 сентября 1944 года части дивизии, перейдя в наступление, форсировали реку Лиелупе, прорвали оборону и, развивая успех, продолжали наступать в направлении Иецава. Противник на подступах к Иецава имел заранее организованную оборону, укрепил высоты, заминировал подступы и использовал естественные препятствия реки Лиелупе. Обходным манёвром с востока дивизия сломала упорное сопротивление противника, форсировала реку Лиелупе и 18 сентября 1944 года овладела посёлком Иецава, в этих боях противник понёс потери только убитыми более 400 солдат и офицеров.
С 14 по 18 сентября 1944 года дивизия прошла с боями 24 км, освободила около 80 населённых пунктов. Совершив 25 км марш, дивизия 22 сентября 1944 года сходу вступила в бой на подступах к посёлку Балдоне. В трудных условиях сплошных лесов, ломая сопротивление противника, настойчиво продвигаясь вперёд, дивизия овладела высотами на подступах к городу и отразив контратаки противника. 22 сентября 1944 года, форсировав реку Текава, овладела Балдоне и соединилась с частями 3-го механизированного корпуса. Ведя тяжёлые бои в лесах, дивизия выполнила поставленные задачи командования и вышла к реке Западная Двина.
12 октября 1944 года дивизия вышла на Либавское направление и заняла оборону по южному берегу р. Вета, юго-восточнее и западнее г. Мажейкяй. После продолжительных и упорных боёв 18 октября 1944 года дивизия форсировала р. Вента и ударом с запада овладела уездным городом и спорным пунктом немцев г. Мажекяй, в котором уничтожено до 200 солдат и офицеров противника, захвачено 5 исправных танков. Развивая успех, части дивизии вышли на северный берег реки Выдаксте.
После перегруппировки и подготовки нового удара, 21 ноября 1944 года дивизия в составе 4-й ударной армии форсировала реку Вадаксте и, прорвав сильно укреплённую оборону противника на северном её берегу, продвинулась вперёд до 13 км. В этих боях уничтожено до 350 немцев, взято в плен 130 солдат и офицеров и захвачены значительные трофеи.
За образцовое выполнение задания в борьбе с немецкими оккупантами всему личному составу 158-й стрелковой дивизии приказом командующего 4-й ударной армией объявлена благодарность. 21 декабря 1944 года дивизия прорвала оборону противника на рубеже Даджи, Веки и с упорными боями вышла на реку Заня; овладела Заниниеки, создав плацдармы на северном берегу для дальнейшего наступления, отразив при этом 5 ожесточённых контратак пехоты и танков противника (до 2-х батальонов пехоты и до 25 броне единиц). Нанеся большие потери в живой силе и технике противнику, дивизия закрепилась на достигнутом рубеже. В этих боях уничтожено более 400 немцев.
23 января 1945 года, прорвав оборону противника, части дивизии вели упорные бои южнее и юго-западнее местечка Приекуле, против Курляндской группировки войск противника. С февраля в составе 6-й гвардейской армии.
14 марта 1945 года впервые за всё время своего существования была выведена из состава действующей армии — переподчинена 14-му стрелковому корпусу Белорусско-Литовского военного округа: на отдыхе и переформировании в районе города Мажейкяй.
Согласно Директиве начальника Генерального штаба РККА № орг/2/1160 от 12 марта 1945 года, приняла в себя личный состав, имущество и вооружение расформированной на основании той же самой директивы 145-й стрелковой Витебской Краснознамённой дивизии с одновременным унаследованием воинского почётного наименований и боевой награды последней.
С 19 апреля 1945 года — вновь в боях Великой Отечественной: в составе 14-го стрелкового корпуса, непосредственно подчинённого штабу 2-го Белорусского фронта, приняла участие в заключительном этапе Берлинской стратегической наступательной операции.

### Расформирование
В связи с расформированием на основании Директивы Ставки Верховного Главнокомандования № 11097 от 29 мая 1945 года 14-го стрелкового корпуса, 158-я стрелковая дивизия переподчинена штабу 49-й армии 2-го Белорусского фронта.
В течение июня 1945 года в соответствии с приказом командующего 49-й армией № 00136 от 4 июня 1945 года и приказом командира 158-й СД от 6 июня 1945 года, дивизия расформирована на территории центральной Германии, при этом его личный состав направили на пополнение 12-го гвардейского стрелкового Краснознамённого корпуса 3-й ударной армии Группы советских войск в Германии — в 23-ю и 52-ю гвардейские стрелковые дивизии.

## Состав
- 875-й стрелковый полк
- 879-й стрелковый полк
- 881-й стрелковый полк
- 559-й стрелковый полк
- 423-й артиллерийский полк
- 323-й отдельный истребительно-противотанковый артиллерийский дивизион
- 110-я отдельная разведывательная рота
- 274-й отдельный сапёрный батальон
- 284-й отдельный батальон связи
- 260-ю отдельную автотранспортную роту
- 84-й отдельный медико-санитарный батальон
- 179-я отдельная рота химической защиты
- 260-я автотранспортная рота
- 137-я полевая хлебопекарня
- 996-й дивизионный ветеринарный лазарет,
- 73741-я (1804-я, 1508-я) полевая почтовая станция
- 1603-я (1133-я) полевая касса Государственного банка

## Подчинение
- на 01.01.1942 г. — Резерв ставки ВГК
- на 01.02.1942 г. — Московская зона обороны
- на 01.03.1942 г. — Калининский фронт — 22 А
- на 01.04.1942 г. — Калининский фронт — фронтовое подчинение
- на 01.05.1942 г. — Калининский фронт — 30 А
- на 01.09.1942 г. — Калининский фронт — 39 А
- на 01.08.1943 г. — Калининский фронт — 39 А — 84 СК
- на 01.11.1943 г. — 1-й Прибалтийский фронт — 39 А — 84 СК
- на 01.02.1944 г. — Западный фронт — 39 А — 84 СК
- на 01.05.1944 г. — 3 Белорусский фронт — 39 А — 84 СК
- на 01.07.1944 г. — 1 Прибалтийский фронт — 39 А — 84 СК
- на 01.08.1944 г. — 3 Белорусский фронт — 39 А — 84 СК
- на 01.09.1944 г. — 1 Прибалтийский фронт — 43 А — 84 СК
- на 01.10.1944 г. — 1 Прибалтийский фронт — 4 УА — 83 СК
- на 01.11.1944 г. — 1 Прибалтийский фронт — 4 УА — 84 СК
- на 01.01.1945 г. — 1 Прибалтийский фронт — 4 УА — 14 СК
- на 01.02.1945 г. — 1 Прибалтийский фронт — 6 гв. А — 84 СК
- на 01.03.1945 г. — 2 Белорусский фронт — фронтовое подчинение — 14 СК
- на 01.04.1945 г. — ?
- на 01.05.1945 г. — 2 Белорусский фронт — фронтовое подчинение — 14 СК
- на 1.06.1945 г. — ГСОВГ

## Командование

### Командиры
- полковник Исаев, Степан Ефимович с 14 ноября 1941 по 27 февраля 1942
- генерал-майор Зыгин, Алексей Иванович с 7 марта по 18 мая 1942
- генерал-майор Бусаров, Михаил Михайлович с 19 мая 1942 по 13 марта 1943
- генерал-майор Безуглый, Иван Семёнович с 14 марта 1943 по 2 января 1944
- полковник Кондратенко, Даниил Сергеевич с 7 января по 10 февраля 1944
- полковник Гончаров, Демьян Ильич с 11 февраля по 15 сентября 1944
- полковник Скворцов, Василий Власович с 16 по 26 сентября 1944
- полковник Гончаров, Демьян Ильич с 27 сентября 1944 по 6 июня 1945

### Заместители командира
- полковник Коваленко, Василий Григорьевич (?.01.1943 — ?.09.1943)
- полковник Басанец, Лука Герасимович с 25 октября 1943 по 24 мая 1944

## Награды и наименования
| Награда (наименование)              | Дата                                                                   | За что награждена |
| ----------------------------------- | ---------------------------------------------------------------------- | --- |
| Почётное наименование «Лиозненская» | Приказ Верховного Главнокомандующего СССР № 32 от 10 октября 1943 года | За боевые заслуги при освобождении Лиозно. |
| Почётное наименование «Витебская»   | 12.03.1945                                                             | Унаследовала почётное наименований от 145-й стрелковой Витебской Краснознамённой дивизии |
| Орден Красного Знамени              | Указ Президиума Верховного Совета СССР от 2 июля 1944 года             | За образцовое выполнение заданий командования в боях по прорыву обороны Витебского укреплённого района немцев южнее города Витебска и на Оршанском направлении севернее реки Днепра, а также за овладение городом Витебск, проявленные при этом доблесть и мужество. |
| Орден Красного Знамени              | 12.03.1945                                                             | Унаследовала орден Красного Знамени от 145-й стрелковой Витебской Краснознамённой дивизии |
| Орден Суворова II степени           | Указ Президиума Верховного Совета СССР от 12 августа 1944 года         | За образцовое выполнение заданий командования в боях с немецкими захватчиками, за овладение городом Каунас (Ковно) и проявленные при этом доблесть и мужество. |

Награды частей дивизии:
- 875-й стрелковый ордена Александра Невского[7] полк
- 881-й стрелковый ордена Александра Невского[7] полк

## Отличившиеся воины дивизии
- Блохин, Фёдор Тимофеевич, старший сержант, командир сапёрного взвода 875-го стрелкового полка.
- Зуйков, Алексей Васильевич, старший лейтенант, заместитель командира батальона по политической части 875-го стрелкового полка.
- Кочетков, Григорий Сергеевич, красноармеец, пулемётчик 875-го стрелкового полка.
- Яглинский, Михаил Васильевич, младший лейтенант, командир взвода 110 отдельной разведываьельной роты.
- Шевченко, Константин Кириллович, старший сержант, командир отделения 110 отдельной разведывательной роты[8].

## Память
- Уголки боевой славы дивизии в школах № 14, 598, 843, 1101, 1255,1741, которые находятся в Тропарёво — Никулино.
- Музеи боевой славы 158-й в селе Холмец Тверской области
- Музей в городе Лиозно Витебской области республики Беларусь
- В зоне отдыха «Тропарёво» района Тёплый Стан Юго-Западного округа Москвы сохранилось с 1941 года оборонительное сооружение — ДОТ. Рядом с ним высится стела, на которой можно прочесть слова: «Отсюда начала свой путь на Берлин 5-я Московская (впоследствии 158-я) стрелковая дивизия»[9]